# Robert L. Pfaltzgraff
Robert Louis Pfaltzgraff Jr. (* 1. Juni 1934 in Yeadon; † 17. November 2023 in Wayne, Pennsylvania) war ein US-amerikanischer Politikwissenschaftler und Hochschullehrer an der Tufts University.

## Leben und Wirken
Nach dem Schulbesuch in Yeadon (Pennsylvania) studierte Robert L. Pfaltzgraff ab 1952 zunächst Internationales Management am Swartmore College und an der Wharton School, wo er 1956 seine erste Abschlussprüfung machte. Dort legte er die Magisterprüfung ab und promovierte 1968 zum Ph.D. im Fach Politikwissenschaft an der University of Pennsylvania. In diesem Studienfach konzentrierte er sich vor allem auf das Gebiet der Internationalen Beziehungen. Im gleichen Jahr erhielt er ein Guggenheim-Stipendium. Bis 1971 lehrte er als Assistenzprofessor an der University of Pennsylvania und wechselte dann an die Tufts University und hatte dort bis 2021 eine Professur für Internationale Beziehungen und Sicherheitspolitik inne. Er leitete lange Zeit die dortige Fletcher School of Law and Diplomacy.
Neben seiner Lehr- und Forschungstätigkeit in Boston war Pfaltzgraff Gastreferent an zahlreichen in- und ausländischen wissenschaftlichen Institutionen, er arbeitete mit bedeutenden Fachgremien wie dem „Council of Foreign Relations“ und trat als Berater für die US-Präsidenten Ronald Reagan und George W. H. Bush auf dem Gebiet der Außen- und Sicherheitspolitik hervor.

## Veröffentlichungen (Auswahl)
- The Atlantic Community. A Complex imbalance (= New perspectives in political science, Bd. 22). van Nostrand Reinhold. New York 1969.
- Britain faces Europe. University of Pennsylvania Press, Philadelphia 1969.
- Technologische Neuerungen und das Konzept der Verteidigung Westeuropas. Ein Beitrag aus amerikanischer Sicht. In: Europa-Archiv, Bd. 30 (1975), S. 503–512.
- The study of international relations. A guide to information sources. Gale Research Company, Detroit, Mich. 1977, ISBN 0-8103-1331-6.
- (mit Jacquelyn K. Davis): Soviet Theater strategy. Implications for NATO. United States Strategic Institute, Washington, D.C. 1978.
- Energy issues and alliance relationships. The United States, Western Europe and Japan. Institute for Foreign Policy Analysis, Cambridge, Mass. 1980.
- (mit  James E. Dougherty): Contending theories of international relations. A comprehensive survey. 2. Aufl. Harper & Row, New York 1981, ISBN 0-06-045215-3 (5. Aufl. Longman, New York 2001, ISBN 0-321-04831-8).
- (mit Jacquelyn K. Davis): Power projection and the long-range combat aircraft. Missions, capabilities, and alternative design. Institute for Foreign Policy Analysis, Cambridge, Mass. 1981, ISBN 0-89549-033-1.
- (Mithrsg.): Die Atlantische Gemeinschaft in der Krise. Eine Neudefinition der transatlantischen Beziehungen. Klett-Cotta, Stuttgart 1982, ISBN 3-12-933360-6.
- The geo-strategic setting. In: Werner Kaltefleiter/Ulrike Schumacher (Hrsg.): Conflicts, options, strategies in a threatened world. Institute of Political Science, Kiel 1983, S. 1–20.
- Soviet imperialism. In: ebd., S. 53–66.
- The role of China in the international system. In: ebd., S. 67–88.
- The political structure of the Western alliance system. In: Werner Kaltefleiter/Ulrike Schumacher (Hrsg.): Conflicts, options, strategies in a threatened world. Institute of Political Science, Kiel 1984, S. 1–14.
- The network of overlapping conflicts, interests and power projections in the Asian-Pacific area. In: ebd., S. 115–132.
- Global trends in the military balance. In: Werner Kaltefleiter/Ulrike Schumacher (Hrsg.): Conflicts, options, strategies in a threatened world. Institute of Political Science, Kiel 1985, S. 1–20.
- (mit Werner Kaltefleiter): Towards a comparative analysis of the peace movement. In: Werner Kaltefleiter/Robert L. Pfaltzgraff (Hrsg.): The Peace movements in Europe and the United States. Croom Helm, London 1985, S. 186–204, ISBN 0-7099-1576-4.
- The communist schism: China. An emerging power center? In: Werner Kaltefleiter/Ulrike Schumacher (Hrsg.): Conflicts, options, strategies in a threatened world. Institute of Political Science, Kiel 1986, S. 233–250.
- (mit  James E. Dougherty): American foreign policy. FDR to Reagan. Harper & Row, New York 1986, ISBN 0-06-041696-3.
- (mit Jacquelyn K. Davis, Charles M. Perry): The INF controversy. Lessons for NATO modernization and transatlantic relations. Pergamon-Brassey's International Defense Publishers, Washington, D.C. 1989, ISBN 0-08-037446-8.
- America's crisis management strategy and Kosovo. In: Südosteuropa-Mitteilungen, Bd. 39 (1999), H. 3, S. 207–214.
- International security. Policy and strategy. In: Robert L. Pfaltzgraff (Hrsg.): Strategy and international politics. Essays in memory of Werner Kaltefleiter (= Kieler Schriften zur Politischen Wissenschaft, Bd. 13). Lang, Frankfurt/M. 2001, S. 85–102, ISBN 0-8204-4837-0.
- (mit Jacquelyn K. Davis): Anticipating a nuclear Iran. Challenges for U.S. security. Columbia University Press, New York 2013, ISBN 978-0-231-16622-5.
- (mit Jacquelyn K. Davis): Coalition management and escalation control in a multinuclear world. Naval Institute Press, Annapolis, MD 2020, ISBN 978-1-68247-532-4.

Außerdem zahlreiche weitere Aufsätze und von Pfaltzgraff herausgegebene Sammelbände.